# Saints Boris, Vladimir et Gleb
Saints Boris, Vladimir et Gleb est une icône datant de la fin du XVe ou du début du XVIe siècle représentant le Grand-Prince Vladimir Ier, entouré de ses deux fils les Saints Boris et Gleb.
Au verso de l'icône figure une autre icône représentant la Transfiguration de la même mesure et de la même période.
Elle est originaire de Novgorod et se trouvait dans la collection Pavel Korine, à la Maison-musée Pavel Korine, avant la fermeture de celle-ci en 2009 pour restauration des lieux. Cette maison est une filiale de la Galerie Tretiakov.

## Histoire
Vladimir Ier dit le Grand a converti le peuple russe au christianisme lors d'un baptême collectif aux environs de l'an mille. En l'absence de miracles près de sa tombe il n'est canonisé qu'au XIIIe siècle. Ses deux fils ont été canonisés en 1072.
La richesse de l'ornementation des vêtements est ce qui frappe le plus dans cette icône. Par contre la coloration est sans nuances délicates, sans transitions. Les trois personnages se tiennent sur un parterre d'herbe, représenté par des motifs isolés. L'historien Konrad Onasch fait remarquer que cette herbe n'est pas ici pour positionner les personnages dans l'espace comme dans la Présentation au temple par exemple. Elles n'est là que parce qu'elles appartient au fond iconographique traditionnel de Novgorod.
C'est une icône de type tabletki telle qu'en produisaient les artistes de Novgorod, une icône de petites dimensions, sans doska. Le levkas est appliqué directement sur la toile.
Les historiens d'art Victor Lazarev et Konrad Onasch notent un appauvrissement de la technique et de la forme de ces tabletki par rapport aux icônes. Pour Lazarev, c'est « le chant du cygne de la peinture de Novgorod ».
Pour Konrad Onasch ce type d'icônes s'apparente aux miniatures qui apparaissent au début du XVIe siècle à Novgorod par la manière de traiter les vêtements, un certain amour de la pompe et en même temps du folklore. Les icônes de petit format ont vraisemblablement influencé les maîtres de l'école Stroganoff. La technique de la miniature a également influencé ces derniers. Onasch conclut que les icônes de petit format de Novgorod représentent un maillon intermédiaire entre la peinture de Novgorod et celle de l'école Stroganoff.